# Muñoz 1
Muñoz 1 – słaba gromada kulista znajdująca się w gwiazdozbiorze Małej Niedźwiedzicy w odległości około 45±5 kpc. Została odkryta w 2012 roku przez zespół Ricardo Muñoza. Odkrycie tej gromady kulistej było efektem przeglądu galaktyk satelitarnych Drogi Mlecznej przeprowadzonego w latach 2009 i 2010 przy wykorzystaniu teleskopu Teleskopu Kanadyjsko-Francusko-Hawajskiego (CFHT).
Gromada Muñoz 1 emituje mniej więcej tyle samo światła, co 120 gwiazd podobnych do Słońca. Większość znanych gromad kulistych zawiera około 100 000 gwiazd, a gromada Muñoz 1 ma ich zaledwie 500. Powoduje to, że jest ona ciemniejsza od Segue 3 uważanej dotąd za najciemniejszą znaną gromadę kulistą.
Ponieważ gromada ta znajduje się wizualnie w pobliżu galaktyki Karzeł Małej Niedźwiedzicy uważano początkowo, że Muñoz 1 może być z nią związana grawitacyjnie. Jednak pomiary względnych prędkości gwiazd gromady i galaktyki uzyskane na podstawie danych spektroskopowych wykazały, że prędkości te znacząco się różnią. Oznacza to, że obiekty te wizualnie znajdują się blisko siebie tylko przypadkiem i nie są ze sobą powiązane. Przeprowadzone dodatkowe analizy jasności i barw gwiazd Muñoz 1 oraz Karła Małej Niedźwiedzicy wykazały, że gromada znajduje o około 100 000 lat świetlnych bliżej niż galaktyka karłowata.
Gromada Muñoz 1 stała się tak ciemna prawdopodobnie w trakcie utraty gwiazd w ciągu milionów lat istnienia. Inną możliwością jest pozbawienie gwiazd gromady przez Drogę Mleczną. Jednak kierunek ruchu gromady nie został jeszcze wystarczająco dobrze poznany, by określić czy taki proces miał miejsce w przeszłości. By lepiej poznać naturę tego obiektu należy jeszcze zmierzyć jego masę oraz ocenić jak poszczególne gwiazdy poruszają się względem siebie. Jeśli masa będzie jednak duża, będzie to sugerowało obecność dużej ilości ciemnej materii oraz może zmienić klasyfikację obiektu z gromady kulistej na najciemniejszą galaktykę karłowatą. Obecnie najciemniejszą galaktyką jest Segue 1. Dalsze badania tej galaktyki pomogą również określić różnicę pomiędzy galaktykami karłowatymi a gromadami kulistymi.
Ponieważ przegląd nieba, w którym odkryto gromadę objął 0,1% nieba istnieje możliwość, że Muñoz 1 jest pierwszym obiektem z o wiele większej populacji ciemnych gromad kulistych znajdujących się w galaktycznym halo naszej Galaktyki.